# ローレンス・ハーヴェイ
ローレンス・ハーヴェイ（英語: Laurence Harvey, 1928年10月1日 - 1973年11月25日）は、リトアニア出身の映画俳優、監督。本名：Zvi Mosheh (Hirsh) Skikne。

## 来歴
リトアニアでユダヤ系の家庭に生まれ、5歳のときに南アフリカに移住しヨハネスブルグで育つ。第二次世界大戦中は南アフリカ軍に従軍。終戦後にロンドンに移り、王立演劇学校で演技を学んで舞台や映画に出演するようになる。
20代後半から活動の拠点をハリウッドに移し、1954年『ロミオとジュリエット』、同年『善人は若死にする』、『獅子王リチャード』などに出演して評判となり、重要な役をこなすようになる。1958年の『年上の女』ではアカデミー主演男優賞にノミネートされた。端正で古風な顔立ちをいかし、重厚で知的かつインテリな役どころが多く、スマートで冷徹なことから逆手にとってライバル役や敵対者役にキャスティングされる事もあったが、現代劇、ミステリー、スパイ物から歴史、時代物まで演技の幅は広いものであった。
日本では、1968年のクールなスタイリッシュアクション作品で監督代行も兼ねた傑作『殺しのダンディー』、1972年のスリリングな逃避行劇を描いた社会派作品『亡命者』の2作品の主演で知られる。
この作品の後、胃癌の進行により体重が激減し、元々体調不良を訴えていたがついに病状が深刻となって翌1973年の暮れに45歳で死去した。

## 刑事コロンボゲスト出演時のエピソード
死の一年前、『刑事コロンボ』第16話「断たれた音」で犯人のチェス棋士・クレイトン役を演じコロンボ警部と対決した。撮影中はすでに胃癌の病状の悪化が進んでいたため、被害者とレストランで会食するシーンでは料理を注文せず水すら口にしていない（演出ではなく体調で手がつけられない状況だったため。ただし冒頭で酒を飲むシーンはある）。『夜を見つめて』とほぼ同時並行で撮影されたこの作品は、ハーヴェイの遺作となってしまった。

## ドミノ
2005年、キーラ・ナイトレイ主演の映画『ドミノ』が公開された。自由奔放に賞金稼ぎとして生きた女性の半生を描いた本作の主人公ドミノは、ハーヴェイの愛娘ドミノ・ハーヴェイ（Domino Harvey）をモデルにしている。幼いころ、父ハーヴェイを亡くして以後、屈折した生き様を見せた彼女の極限的な精神状態と人物交差を生々しく描いた作品だったが、この作品公開と前後して、2005年6月にドミノ・ハーヴェイは死亡している。

## 主な出演作品

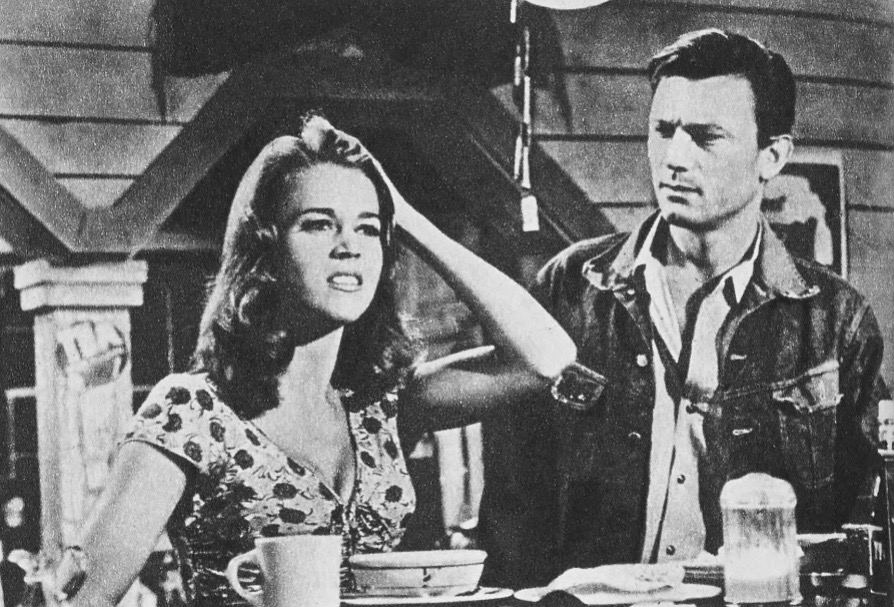
『荒野を歩け』（1962年）

- 熱砂の掟 Cairo Road (1950)
- 浮気は巴里で Innocents in Paris (1953)
- 善人ほど若死にする The Good Die Young (1954)
- 獅子王リチャード King Richard and the Crusaders (1954)
- ロミオとジュリエット Romeo and Juliet (1954)　-　キネマ旬報ベストテン第3位
- 嵐の中の青春 I Am a Camera (1955)
- 年上の女 Room at the Top (1958)　-　キネマ旬報ベストテン第9位。アカデミー主演男優賞ノミネート（ハーヴェイ：ジョーゼフ・ランプトン役）
- アラモ The Alamo (1960)
- バタフィールド8 BUtterfield 8 (1960)
- 肉体のすきま風 Summer and Smoke (1961)
- 不思議な世界の物語 The Wonderful World of the Brothers Grimm (1962)
- 影なき狙撃者 The Manchurian Candidate (1962)
- 荒野を歩け Walk On The Wild Side (1962)
- 忘れえぬ慕情 A Girl Named Tamiko (1962)
- 脱走計画 The Ceremony (1963) ※監督も担当
- 人間の絆 Of Human Bondage(1964)
- 暴行 The Outrage (1964)
- ダーリング Darling (1965)
- ブルドッグ作戦 The Spy with a Cold Nose (1966)
- 殺しのダンディー A Dandy in Aspic (1968) ※兼監督代行
- 彼女と彼 L' Assoluto naturale (1969)
- マジック・クリスチャン The Magic Christian (1969)
- 亡命者 Escape to the Sun  (1972)
- 刑事コロンボ「断たれた音」Columbo: The Most Dangerous Match (1973)
- 夜をみつめて Night Watch (1973)
- オーソン・ウェルズのフェイク F for Fake (1975)